# Domenico Sigalini

Wappen von Domenico Sigalini

Domenico Sigalini (* 7. Juni 1942 in Dello, Provinz Brescia, Italien) ist ein italienischer Geistlicher und emeritierter römisch-katholischer Bischof von Palestrina.

## Leben
Domenico Sigalini empfing nach seiner theologischen Ausbildung am Seminar von Brescia am 23. April 1966 das Sakrament der Priesterweihe. Von 1966 bis 1969 war er Vikar in Frontignano und Bargnano (Brescia) und zudem Vize-Rektor des Seminars von Brescia. Im Jahr 1971 schloss er sein Studium der Mathematik an der Universität von Mailand und lehrte Mathematik am Seminar von Brescia von 1967 bis 1991. Sigalini wurde anschließend Assistent des damaligen Erzbischofs Dionigi Tettamanzi, dem Generalsekretär der italienischen Bischofskonferenz CEI. 1993 wurde er betraut mit der Organisation der Jugendpastoral für ganz Italien. 2001 wurde er stellvertretender Geistlicher Assistent der Katholischen Aktion Italiens. Er war insbesondere eingebunden in die Vorbereitung und Feiern des Weltjugendtages in Denver (1993), Manila (1995), Paris (1997), Toronto (2002) und vor allem Rom (2000).
Am 24. März 2005 ernannte ihn Papst Johannes Paul II. zum Bischof von Palestrina. Der Kardinalvikar des Bistums Rom, Camillo Ruini, spendete ihm am 15. Mai desselben Jahres die Bischofsweihe; Mitkonsekratoren waren der Bischof von Brescia, Giulio Sanguineti, und sein Amtsvorgänger als Bischof von Palestrina, Eduardo Davino. Am 3. November 2007 erfolgte durch Papst Benedikt XVI. die Ernennung zum Generalkaplan der Katholischen Aktion Italiens (Azione Cattolica Italiana), ein Amt, das er bis 2010 ausfüllte. 2010 wurde er Präsident der bischöflichen Kommission für die Laien.
Papst Franziskus nahm am 31. Juli 2017 seinen altersbedingten Rücktritt an.